# آر (کروز)
آر (به فرانسوی: Ars) یک کمون در فرانسه است که در canton of Saint-Sulpice-les-Champs واقع شده‌است. آر ۲۱٫۶۹ کیلومتر مربع مساحت دارد ۵۶۰ متر بالاتر از سطح دریا واقع شده‌است.